# AGS JH21C
Chronologie des modèles (1986)
AGS JH22
L'AGS JH21C est la première monoplace de Formule 1 engagée par l'écurie français AGS. Dessinée par Christian Vanderpleyn et Michel Costa, elle a disputé deux courses du championnat du monde de Formule 1 lors de la saison 1986, le  Grand Prix d'Italie et le Grand Prix du Portugal, avec l'Italien Ivan Capelli comme pilote.

## Historique
L'unique châssis JH21C a été construit autour de la monocoque Renault RE40 de 1983 acheté par Henri Julien, le propriétaire de l'équipe. Le numéro du châssis était le 031. Il a été équipé d'un moteur V6 Motori Moderni à turbocompresseur et de pneumatiques Pirelli et peint dans la livrée blanche du sponsor principal de l'équipe, El Charro, une entreprise mexicaine de chaussures et de vêtements.
Avant ses débuts en Grand Prix, la voiture a été testée sur le circuit Paul-Ricard par Didier Pironi, au volant d'une voiture de F1 pour la première fois depuis son accident au Grand Prix automobile d'Allemagne de 1982.
Capelli, qualifié à la vingt-cinquième place à Monza, abandonne à cause d'une crevaison après 31 tours. À Estoril, c'est la casse de la boîte de vitesses qui l'oblige à abandonner au bout de six tours.
La voiture est exposée au Manoir de l'automobile de Lohéac.

## Résultats en championnat du monde de Formule 1
| Saison | Écurie         | Moteur                     | Pneumatiques | Pilotes      | Courses | Courses | Courses | Courses | Courses | Courses | Courses | Courses | Courses | Courses | Courses | Courses | Courses | Courses | Courses | Courses | Points inscrits | Classement |
| Saison | Écurie         | Moteur                     | Pneumatiques | Pilotes      | 1       | 2       | 3       | 4       | 5       | 6       | 7       | 8       | 9       | 10      | 11      | 12      | 13      | 14      | 15      | 16      | Points inscrits | Classement |
| ------ | -------------- | -------------------------- | ------------ | ------------ | ------- | ------- | ------- | ------- | ------- | ------- | ------- | ------- | ------- | ------- | ------- | ------- | ------- | ------- | ------- | ------- | --------------- | ---------- |
| 1986   | Jolly Club SpA | Motori Moderni 615-90 V6 T | Pirelli      |              | BRÉ     | ESP     | SMR     | MON     | BEL     | CAN     | DET     | FRA     | GBR     | ALL     | HON     | AUT     | ITA     | POR     | MEX     | AUS     | 0               | Non classé |
| 1986   | Jolly Club SpA | Motori Moderni 615-90 V6 T | Pirelli      | Ivan Capelli |         |         |         |         |         |         |         |         |         |         |         |         | Abd     | Abd     |         |         | 0               | Non classé |

Légende : ici